# Ritratto di Giulia Fusi Manusardi
Il Ritratto di Giulia Fusi Manusardi è un olio su tela di Giovanni Moriggia, risalente al 1829. Fu realizzato dal pittore nella sua città natale, Caravaggio, in Lombardia.

## Storia e descrizione
L'opera raffigura una donna, la Manusardi, che sorride in maniera compiacente. La dama indossa un cappello alla moda ed un magnifico scialle ricamato a punto raso.
In basso, la firma dell'autore.
L'opera è attualmente custodita all'interno della pinacoteca civica di Caravaggio.